# Anaxipha sirico
Anaxipha sirico är en insektsart som beskrevs av Otte, D. och Perez-gelabert 2009. Anaxipha sirico ingår i släktet Anaxipha och familjen syrsor. Inga underarter finns listade i Catalogue of Life.